# Стара Руда (Куявсько-Поморське воєводство)
Стара Руда (пол. Stara Ruda) — село в Польщі, у гміні Радзинь-Хелмінський Ґрудзьондзького повіту Куявсько-Поморського воєводства.
Населення — 91 особа (2011).
У 1975-1998 роках село належало до Торунського воєводства.

## Демографія
Демографічна структура станом на 31 березня 2011 року:
|          | Загалом | Допрацездатний вік | Працездатний вік | Постпрацездатний вік |
| -------- | ------- | ------------------ | ---------------- | -------------------- |
| Чоловіки | 44      | 8                  | 32               | 4                    |
| Жінки    | 47      | 14                 | 22               | 11                   |
| Разом    | 91      | 22                 | 54               | 15                   |